# Temporada 1984 del Campeonato de Galicia de Rally
La temporada 1984 fue la edición 6º del Campeonato de Galicia de Rally. Comenzó el 17 de marzo en el Critérium Arrojo y terminó el 9 de diciembre en el Rally de Pontevedra.

## Calendario
| N.º | Fecha            | Rally                      | Resultados |
| --- | ---------------- | -------------------------- | ---------- |
| 1   | 17 de marzo      | 2.º Critérium Arrojo       | Resultados |
| 2   | 22 de abril      | 1.º Rally de Noia          | Resultados |
| 3   | 12 de mayo       | 18.º Rally do Lacón        | Resultados |
| 4   | 15-17 de junio   | 17.º Rally de Ourense      | Resultados |
| 5   | 2-3 de junio     | 15.º Rally de Ferrol       | Resultados |
| 6   | 7-8 de julio     | 2.º Critérium Mora Renault | Resultados |
| 7   | 11-12 de agosto  | 20.º Rally Rías Baixas     | Resultados |
| 8   | 13-14 de octubre | 6.º Rally San Froilán      | Resultados |
| 9   | 4 de noviembre   | 14.º Rally de La Coruña    | Resultados |
| 10  | 9 de diciembre   | 1.º Rally de Pontevedra    | Resultados |

## Clasificación
| Pos. | Piloto             | 1 ARR | 2 NOI | 3 LAC | 4 OUR | 5 FER | 6 MOR | 7 RBX | 8 SFR | 9 COR | 10 PON | Ptos. |
| ---- | ------------------ | ----- | ----- | ----- | ----- | ----- | ----- | ----- | ----- | ----- | ------ | ----- |
| 1.   | Carlos Piñeiro     | 3     |       | 1     |       | Ret   | 1     | Ret   | Ret   | 1     |        | 550   |
|      | José Luis Vilanova | 1     | 2     | 2     |       |       |       |       | Ret   | 2     |        |       |
|      | Beny Fernández     |       |       |       | 1     |       |       |       | 1     |       |        |       |
|      | Gerard de la Casa  |       |       |       |       |       |       | 1     |       |       |        |       |
|      | José Mariñas       |       |       |       |       | 1     |       |       |       |       |        |       |
|      | Marc Etchebers     |       |       |       |       |       |       | 2     |       |       |        |       |
|      | José Mora          |       |       |       |       |       |       | Ret   |       |       |        |       |